# Cégep de La Pocatière

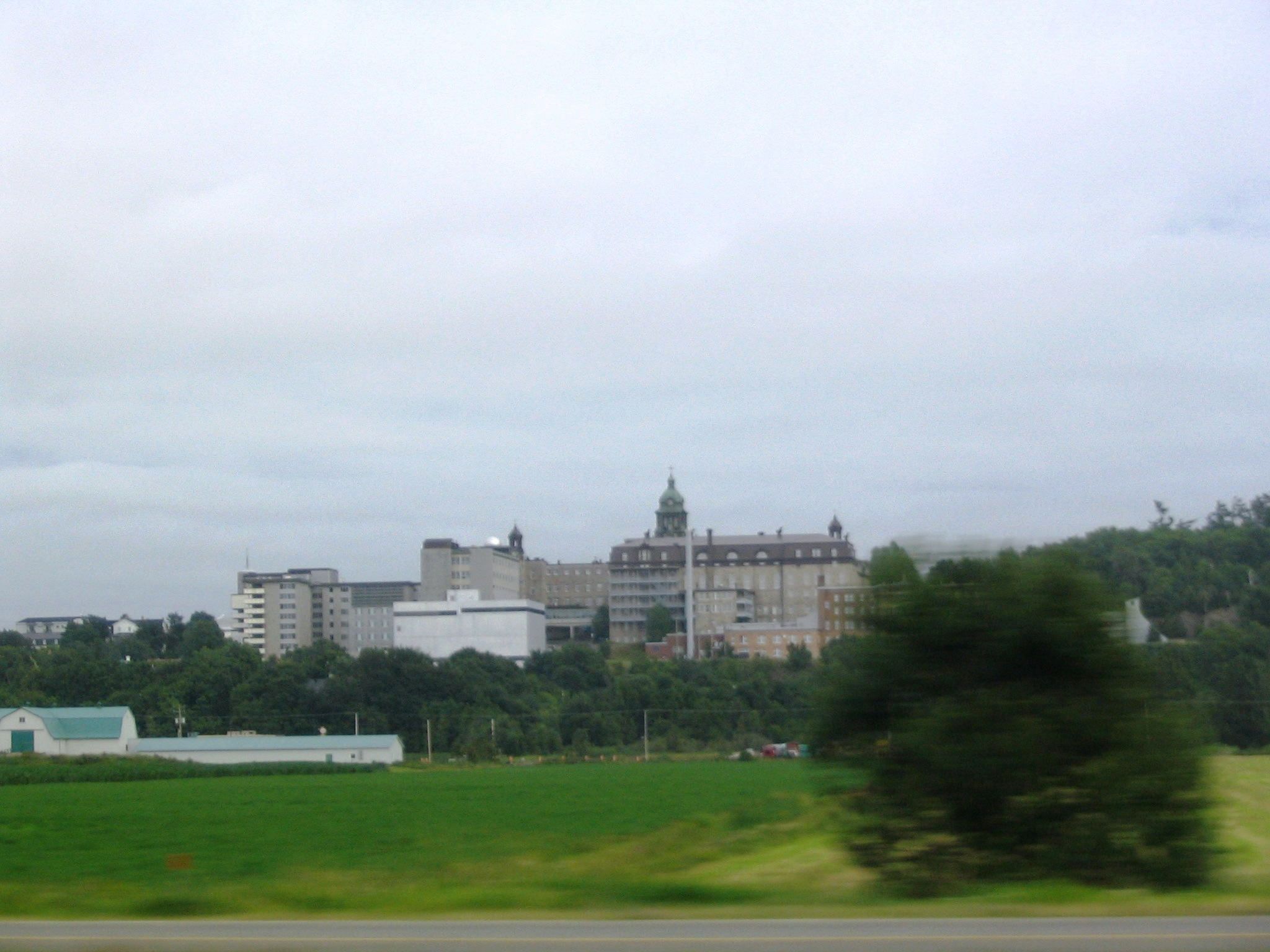
Le Cégep de La Pocatière et le Collège-Sainte-Anne-de-la-Pocatière vus de l'autoroute.

Le Cégep de La Pocatière est un collège d'enseignement général et professionnel situé à La Pocatière dans le Kamouraska, au Bas-Saint-Laurent. Il possède également deux autres campus, soit le Campus de Montmagny, situé à Montmagny, ainsi que le Campus du Témiscouata, à Témiscouata-sur-le-Lac. Au total, le Cégep de La Pocatière reçoit plus de 1000 étudiants répartis sur trois lieux d'enseignement.
Il est également responsable de trois centres collégiaux de transfert de technologie (CCTT), soit Biopterre, Solutions Novika ainsi que Optech qu'il gère conjointement avec les Cégep André-Laurendeau et John Abbott. Ces CCTT offrent des services de recherche et développement, de soutien technique ainsi que de la formation aux entreprises.

## Liste des programmes

### Programme d'étude
- Tremplin DEC

### Programmes préuniversitaires
- Sciences de la nature
- Sciences humaines
- Arts, lettres et communication - option Langues (dispensé au Centre d'études collégiales de Montmagny)[2]
- Arts, lettres et communication - option Médias

### Programmes techniques
- Acupuncture (dispensé au Centre d'études collégiales de Montmagny)
- Audioprothèse
- Soins infirmiers
- Production scénique - Régie et techniques scéniques (dispensé au Centre d'études collégiales de Montmagny)[2]
- Techniques de bioécologie
- Techniques d'administration et de gestion
- Techniques d'éducation spécialisée
- Techniques de l'informatique
- Techniques de santé animale
- Technologie du génie physique

## Direction
- Monsieur Philippe D'Anjou, président du conseil d'administration
- Monsieur Steve Gignac, directeur général
- Madame Annie Fortin, directrice des études
- Madame Pascale Boucher, directrice des ressources humaines et secrétaire générale
- Madame Kassia Heckey, directrice de la formation continue (Extra Formation)
- Madame Josiane Martin, directrice des services administratifs
- Madame Marie-Claude Hardy, directrice adjointe des études[3]

## Services
La Fondation du Cégep de La Pocatière a pour but de soutenir les initiatives étudiantes et d’encourager la réussite. Par son programme de bourses, la Fondation remet annuellement des milliers de dollars, soit sous forme de bourses d’accueil, d’excellence, de leadership, d’entrepreneuriat ou sous la forme de financement à des projets étudiants.
Ouvert à toute la population, le centre de conditionnement physique est muni d’une quantité d’appareils pour aider à conserver ou retrouver la forme physique. Parmi ses installations, le Cégep possède également une piscine de dimension semi-olympique qui, elle aussi, est accessible à toute la population. La piscine existe depuis 1961. Elle est fermée depuis 2023 pour des réparations, mais sa fermeture définitive est envisagée,.
La bibliothèque du Cégep de La Pocatière recense environ 40 000 volumes, 3 900 documents audiovisuels et est abonnée à un peu plus de 250 périodiques et ses services sont offerts au grand public.
Le Service des résidences du Cégep de La Pocatière peut compter sur près de 400 chambres, que ce soit en formule chambre ou appartements. Le Cégep offre gratuitement le service de cablodistribution et d’un réseau sans fil.
Les équipes de sport d'excellence de l'Institut de technologie agroalimentaire du Québec (ITAQ) et du Cégep de La Pocatière concourent avec le même maillot et sous le même nom, les Gaulois et les Gauloises, qui pratiquent le football, le volleyball, le soccer extérieur mixte, le basketball ainsi que le cross-country. Depuis 2012, les Gaulois évoluent sur un nouveau terrain synthétique situé à l'École polyvalente de La Pocatière.